# Kakuda Makoto
Kakuda Makoto (Kiotó, 1983. július 10. –) japán válogatott labdarúgó.

## Nemzeti válogatott
A japán U20-as válogatott tagjaként részt vett a 2003-as ifjúsági labdarúgó-világbajnokságon.